# Oxytropis saposhnikovii
Oxytropis saposhnikovii är en ärtväxtart som beskrevs av Porphyriy Nikitich Krylov. Oxytropis saposhnikovii ingår i släktet klovedlar, och familjen ärtväxter. Inga underarter finns listade i Catalogue of Life.